# Чишма (Баликликульська сільська рада)
Чишма́ (рос. Чишма, башк. Шишмә) — присілок у складі Аургазинського району Башкортостану, Росія. Входить до складу Баликликульська сільської ради.
Населення — 65 осіб (2010; 79 в 2002).
Національний склад:
- татари — 94%